# Declarația de la Great Barrington
Declarația de la Great Barrington (Great Barrington Declaration) este o declarație care susține o abordare alternativă la pandemia de COVID-19, care implică o „protecție focalizată” a celor mai expuși riscului și care urmărește să evite sau să reducă la minimum prejudiciul social al politicilor de „lockdown” COVID-19.

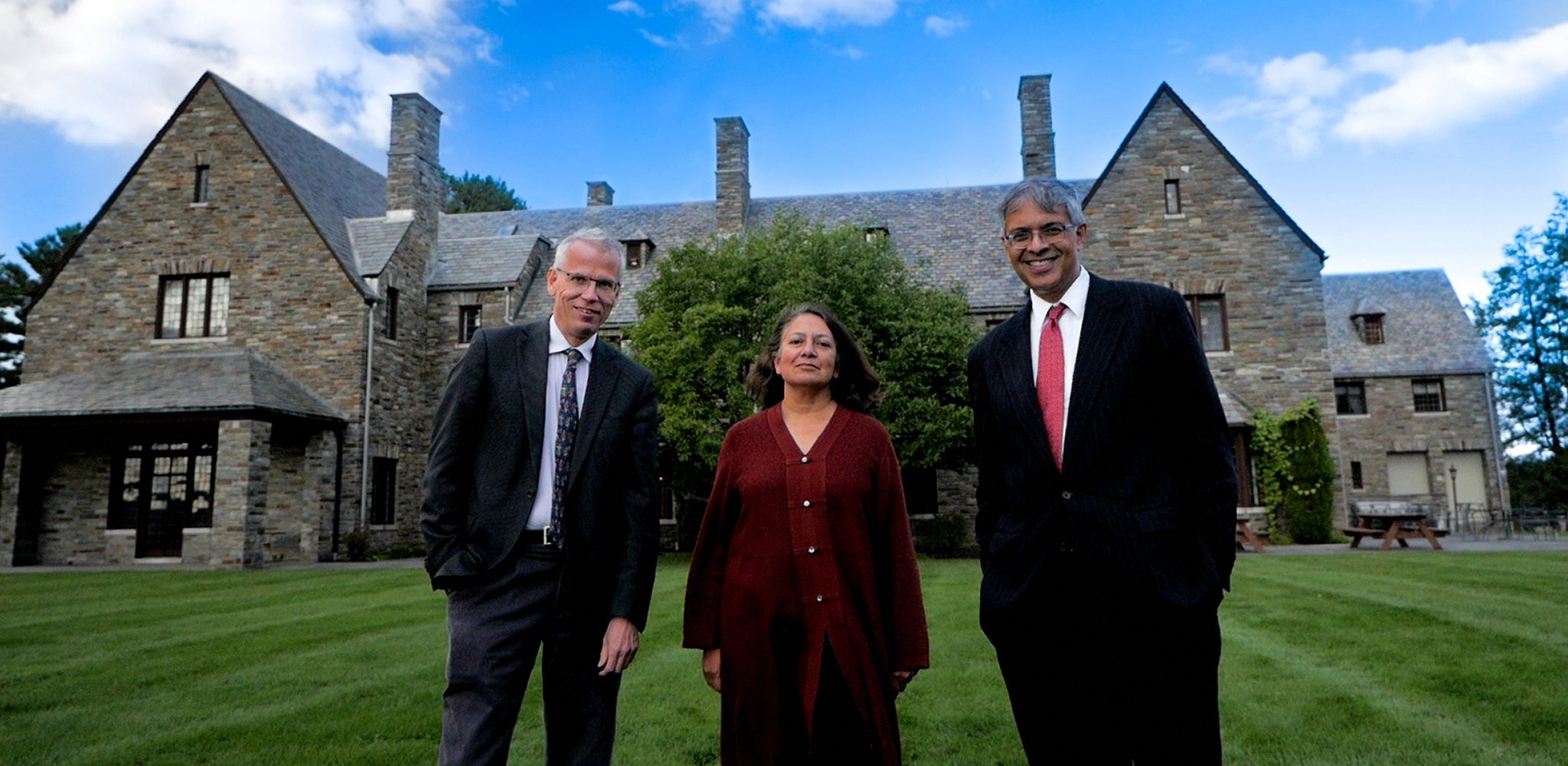
Cei trei semnatari (vezi în text)

La 4 octombrie 2020, această declarație a fost scrisă și semnată la Great Barrington, Massachusetts, Statele Unite, de:
- Dr. Martin Kulldorff, profesor de medicină la Universitatea Harvard, biostatistician și epidemiolog cu expertiză în detectarea și monitorizarea erupțiilor de boli infecțioase și evaluarea siguranței vaccinurilor.
- Dr. Sunetra Gupta, profesor la Universitatea Oxford, epidemiolog cu expertiză în imunologie, dezvoltarea vaccinurilor și modelarea matematică a bolilor infecțioase.
- Dr. Jay Bhattacharya, profesor la Școala de Medicină de la Universitatea Stanford, fizician, epidemiolog, economist specializat în sănătate și expert în politici de sănătate publică axate pe boli infecțioase și populații vulnerabile.

Autorii declarației cer să nu limiteze răspândirea epidemiei, să renunțe la practica impunerii carantinei, lockdown-urilor și a altor restricții și să revină la un stil de viață normal, permițând astfel tuturor celor care nu fac parte din grupurile de risc să se îmbolnăvească de COVID-19 în mod natural pentru a obține imunitate de turmă. Autorii cer ca omenirea să treacă prin imunizarea naturală în masă.
Organizația Mondială a Sănătății și numeroase instituții academice, precum și autorități de sănătate publică, au declarat că strategia propusă este periculoasă, lipsită de etică și nu are o bază științifică solidă.
Imediat după apariția manifestului, autoritățile americane, mai exact Anthony Fauci și Francis Collins au orchestrat o campanie de denigrare a acestor profesori și a ideilor conținute în manifest. E-mailurile prin care acest lucru s-a pus la cale tocmai au fost deconspirate și au ajuns în văzul tuturor.
Jay Bhattacharya, unul dintre semnatarii Declarației, a avut în replică următorul comentariu:
"Astăzi, la televizor, Francis Collins a reluat minciunile și atacului său propagandistic asupra Declarației de la Great Barrington (GBD). Dacă citiți GBD, nu veți găsi cuvintele pe care acesta le folosește, „las-o liberă să curgă” (cu referire la pandemie), deoarece ideea centrală pe care am susținut-o este protecția concentrată a persoanelor vulnerabile.
Acum cunoaștem originea termenului – a apărut din mintea lui Collins și a lui Fauci. Când jurnaliștii au venit la mine să mă întrebe de ce vreau să „las virusul liber”, am rămas nedumerit. Acum știu că Collins și Fauci sunt cei care au provocat atacul mediatic răspândind o minciună.
Am fost, de asemenea, nedumerit de caracterizarea greșită a GBD ca susținând o „strategie de imunizare a turmei”. Din punct de vedere biologic, o epidemie se termină atunci când un număr suficient de oameni au imunitate, dobândită fie prin trecere prin infecție, fie prin vaccinare. Și lockdown-ul, și lăsarea liberă a pandemiei și Declarația GBD – toate duc la la același rezultat.
După cum bine a zis Martin Kulldorff, are la fel de mult sens să spui „principiul imunizării de turmă” precum are sens să spui „principiul gravitației” când te referi la aterizarea unui avion. Singura întrebare este cum să aterizezi în siguranță, nu dacă se aplică sau nu legea gravitației.
Deci, singura întrebare relevantă este cum să treci peste această pandemie teribilă cu cele mai mici daune posibil, luând în considerare daunele asupra întregii sănătăți publice, nu doar Covid. GBD și protecția concentrată a persoanelor vulnerabile reprezintă tocmai calea de mijloc între lockdown și lăsarea liberă a pandemiei.
Susținătorii lockdown-ului precum Collins și Fauci cred că este imposibilă protecția concentrată a persoanelor vulnerabile. Ei s-ar fi putut angaja sincer într-o discuție despre asta, dar ar fi descoperit că sănătatea publică se referă în mod fundamental la protecția persoanelor vulnerabile
Unii decidenți din domeniul sănătății publice s-au implicat civilizat în această discuție referitoare la strategia de protejare a persoanelor vulnerabile și discuția a fost productivă.
În schimb, Fauci si Collins s-au hotărât să distrugă reputația mea, pe cea a lui Martin Kulldorff, Sunetra Gupta și a susținătorilor GBD. Au mințit cu privire la ideile pe care le conține și au orchestrat o campanie de propagandă împotriva noastră.
În acest război de propagandă și calomnie, ei s-au alăturat lui Jeremy Farrar, șeful Wellcome Trust, și lui Dominic Cummings, fostul consilier al premierului britanic Boris Johnson.
S-au angajat în atacuri ad hominem, numindu-ne pe mine, pe Sunetra Gupta și pe Martin Kulldorff epidemiologi „extremiști”. Este un argument ciudat, având în vedere deceniile mele de cercetare finanțată de National Institute of Health. Oare Collins și NIH mai finanțează și alți extremiști în afară de noi?
Revenind, de ce Fauci și Collins se angajează în atacuri ad hominem și în minciuni în loc să poarte o discuție științifică sinceră? Nu am un răspuns complet la această întrebare, dar o parte a răspunsului constă într-o altă dilemă – modul în care ei au închis ochii în fața efectelor devastatoare pe care lockdown-ul le-a avut asupra persoanelor sărace și vulnerabile.
De exemplu, devastarea economică a țărilor sărace cauzată de lockdowul instituit în țările bogate a contribuit la înfometarea a zeci de milioane de oameni. Aș putea enumera multe alte efecte nocive... Va trebui să muncim din greu pentru a remedia prejudiciile care au fost produse.
Propagarea panicii de către Fauci și Collins au determinat nenumărate districte școlare să închidă ușile școlilor, în special pentru copiii săraci care nu își puteau permite școala privată, în special în statele conduse de Partidul Democrat. Prejudiciul adus copiilor noștri va dura o generație.
Fauci și Collins tac cu privire la prejudiciile provocate de lockdown, deoarece sunt vinovați. Faptul trist este că au câștigat războiul politic, și-au impus lockdown-ul pe care l-au dorit și acum, împreună cu susținători ai lockdown-ului, sunt responsabili de cele întâmplate. Ei nu pot nega. Declarația GBD i-a avertizat în legătură cu ce va urma.
De asemenea, ei nu pot spune că lockdown-ul a funcționat pentru a opri pandemia. În SUA, am urmat strategia de lockdown a lui Fauci/Collins și avem 800 000 de decese COVID. Suedia – mai concentrată pe protejarea celor vulnerabili – a reușit să treacă prin pandemie mai ușor și exemplul său nu poate fi ignorat.
Deși lockdown-ul pare, în ochii unora, o modalitate atât de evidentă de a opri răspândirea bolii, de fapt, el protejează doar o anumită clasă de oameni – clasa de oameni cu laptop – care pot să lucreze de acasă. Lockdown-ul reprezintă, de fapt, o strategie „las-o să țârâie”.
Ceea ce se întâmplă este cu atât mai nociv dat fiind faptul că Collins și Fauci gestionează fonduri de 41 de miliarde de dolari dedicate finanțării cercetărilor derulate de aproape orice epidemiolog, imunolog și virusolog important din SUA. Atacul defăimător la adresa autorilor Declarației GBD reprezintă un semnal pentru alți oameni de știință să tacă din gură cu privire la nebunia lockdown-urilor.
Conflictul de interese creat aici este cel puțin la fel de mare ca și conflictele de interese recunoscute în mod tradițional în ceea ce îi privește, de exemplu, pe oamenii de știință finanțați de companiile farmaceutice. Collins și Fauci ar fi trebuit să se retragă din elaborarea politicilor Covid.
Interviul lui Francis Collins cu Baier marchează un sfârșit trist al unei cariere ilustre și nu mă bucur să spun asta. Fauci ar trebui să i se alăture și să iasă la pensie. Au provocat destule prejudicii."